# Yasuhiro Nakasone
Yasuhiro Nakasone (Japans: 中曾根康弘, Nakasone Yasuhiro) (Takasaki (Gunma), 27 mei 1918 – Tokio, 29 november 2019) was een Japans politicus van de Liberaal-Democratische Partij (LDP). Hij was premier van Japan van 1982 tot 1987.
Nakasone was van 1947 tot 2004 lid van het Lagerhuis en diende als partijleider van de LDP van 1982 tot 1987. Hij was minister van Transport en Infrastructuur in het kabinet-Sato II van 1967 tot 1968, directeur-generaal van de JSDF in het kabinet-Sato III van 1970 tot 1971, minister van Economische Zaken in de kabinetten-Kakuei Tanaka I en II van 1972 tot 1974 en directeur-generaal voor Administratieve Zaken in het kabinet-Suzuki van 1980 tot 1982.
Nakasone kwam uit een familie die tot de samoerai-klasse had behoord. Hij diende in de Japanse Keizerlijke Marine. In 1978 zei hij dat hij tijdens de oorlog in Nederlands-Indië voor zijn kameraden een militair bordeel had laten bouwen. Later trok hij de bewering weer in.
Nakasone werd gezien als een tijdgenoot van Brian Mulroney, Ronald Reagan, Helmut Kohl, François Mitterrand, Margaret Thatcher en Michail Gorbatsjov. Hij wordt gezien als een van de belangrijkste naoorlogse regeringsleiders. Zijn eerste politieke wapenfeit was zijn leiding aan een politieke commissie die adviseerde om geld vrij te maken voor nucleair onderzoek, wat uiteindelijk resulteerde in de bouw van tientallen kernreactoren. Hij was vooral bekend om het doordrukken van de privatisering van staatsbedrijven, waaronder Japanese National Railways, en door het nieuw leven inblazen van het Japanse nationalisme tijdens en na zijn termijn als minister-president. Zo bezocht hij in 1985 als eerste regeringsleider het oorlogsmonument Yasukuni sinds daar in 1978 de namen van een aantal bekende oorlogsmisdadigers waren bijgeschreven. In 1987 trad hij terug, na een mislukte poging om btw in te voeren. In 1988 was hij betrokken in handel met voorkennis in aandelen. 
Tijdens zijn premierschap stond Japan op het toppunt van zijn economische macht. Sinds het overlijden van zijn directe voorganger Zenko Suzuki in 2004 was Nakasone de oudste nog levende (voormalige) premier van Japan.
Ito Hirobumi · Kuroda Kiyotaka · Sanetomi Sanjo · Yamagata Aritomo · Matsukata Masayoshi · Ito Hirobumi · Kuroda Kiyotaka · Matsukata Masayoshi · Ito Hirobumi · Okuma Shigenobu · Yamagata Aritomo · Ito Hirobumi · Saionji Kinmochi · Katsura Tarō · Saionji Kinmochi · Katsura Tarō · Saionji Kinmochi · Katsura Tarō · Yamamoto Gonnohyōe · Ōkuma Shigenobu · Terauchi Masatake · Hara Takashi · Uchida Kosai · Takahashi Korekiyo · Katō Tomosaburō · Uchida Kosai · Yamamoto Gonnohyōe · Kiyoura Keigo · Katō Takaaki · Wakatsuki Reijirō · Tanaka Giichi · Osachi Hamaguchi · Kijūrō Shidehara · Osachi Hamaguchi · Wakatsuki Reijirō · Inukai Tsuyoshi · Takahashi Korekiyo · Saitō Makoto · Keisuke Okada · Fumio Gotō · Keisuke Okada · Kōki Hirota · Senjūrō Hayashi · Fumimaro Konoe ·
Hiranuma Kiichirō · Nobuyuki Abe · Mitsumasa Yonai · Fumimaro Konoe · Hideki Tojo · Kuniaki Koiso · Kantarō Suzuki · Prins Higashikuni Naruhiko · Kijūrō Shidehara · Shigeru Yoshida · Tetsu Katayama · Hitoshi Ashida · Shigeru Yoshida · Ichirō Hatoyama · Tanzan Ishibashi · Nobusuke Kishi · Tanzan Ishibashi · Nobusuke Kishi · Hayato Ikeda · Eisaku Satō · Kakuei Tanaka · Takeo Miki · Takeo Fukuda · Masayoshi Ōhira · Masayoshi Ito · Zenko Suzuki · Yasuhiro Nakasone · Noboru Takeshita · Sōsuke Uno · Toshiki Kaifu · Kiichi Miyazawa · Morihiro Hosokawa · Tsutomu Hata · Tomiichi Murayama · Ryutaro Hashimoto · Keizo Obuchi · Mikio Aoki · Keizo Obuchi · Yoshiro Mori · Junichiro Koizumi · Shinzo Abe · Yasuo Fukuda · Taro Aso · Yukio Hatoyama · Naoto Kan · Yoshihiko Noda · Shinzo Abe · Yoshihide Suga · Fumio Kishida ·  Shigeru Ishiba
- Bibsys: 90751794
- Bibliothèque nationale de France: cb13605087q (data)
- CiNii: DA01443346
- Gemeinsame Normdatei: 119127962
- International Standard Name Identifier: 0000 0000 8170 8270
- Library of Congress Control Number: n82121868
- Nationale Bibliotheek van Letland: 000175124
- Bibliotheek van het Japanse parlement: 00052777
- Nationale bibliotheek van Australië: 35696972
- Nationale Bibliotheek van Israël: 987007449477605171
- Nationale Bibliotheek van Polen: a0000002263902
- Nederlandse Thesaurus van Auteursnamen: 141360461
- SNAC: w6v12xrq
- Système universitaire de documentation: 05581378X
- Trove: 1046919
- Virtual International Authority File: 102183228
- WorldCat: E39PBJtcCjtdFpfbKXvVtCwHmd